# Parafia Najświętszego Serca Pana Jezusa w Gorzycach

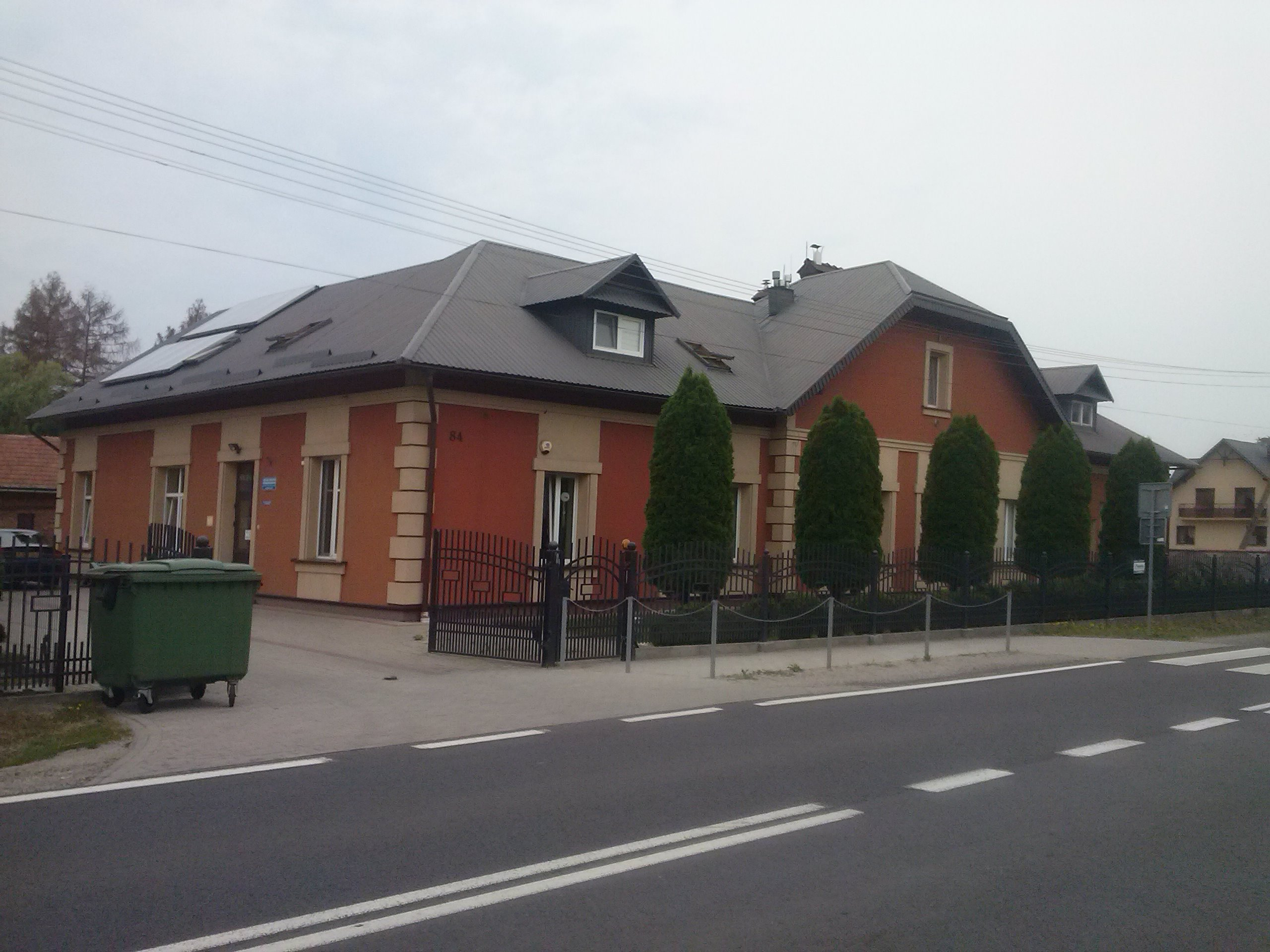
Dom zakonny Karmelitanek Dzieciątka Jezus

Parafia Najświętszego Serca Pana Jezusa w Gorzycach – parafia rzymskokatolicka, znajdująca się w archidiecezji przemyskiej, w dekanacie Przeworsk I.

## Historia
Pierwsza wzmianka o Gorzycach pojawiła się w regestrach podatkowych z 1589 roku jako Wola Podsańska. W 1723 roku powstała parochia greckokatolicka.
Rzymsko-katolicy należeli do parafii Gniewczyna Łańcucka. W 1925 roku książę Andrzej Lubomirski w swojej prywatnej posiadłości przy młynie w Gorzycach założył kaplicę filialną. Kaplicę obsługiwali wikarzy z Gniewczyny Łańcuckiej: ks. Józef Matuszek, ks. Rudolf Niemczyk, ks. Walenty Sobowski, ks. Marcin Myszak, ks. Stanisław Zborowski. W styczniu 1928 roku dolną część Gorzyc (od Sanu do szkoły, ok. 300 wiernych) przydzielono do parafii Tryńcza.
Po II wojnie światowej pozostały poniemieckie drewniane baraki, z których jeden zaadaptowano na kościół parafialny, a drugi na szkołę powszechną. Dekretem bpa Franciszka Bardy z 11 lipca 1945 roku, a potwierdzonego 13 września 1945 roku została utworzona ekspozytura w Gorzycach z wydzielonego terytorium parafii Gniewczyna Łańcucka. 6 grudnia 1945 roku przyłączono dolną część Gorzyc z parafii Tryńcza. 27 sierpnia 1945 roku ekspozytem został ks. Zbigniew Chimiak.
4 kwietnia 1961 roku władze państwowe zajęły gospodarstwo rolne (uposażenie byłej parochii greckokatolickiej) o powierzchni 17 ha w Gorzycach i 10 ha w Jagielle. 28/29 grudnia 1968 roku kościół uległ częściowemu uszkodzeniu podczas pożaru, po którym został odremontowany.
W 1995 roku podjęto decyzję o budowie nowego kościoła wraz z plebanią. Kościół zbudowano w latach 1997–2001, według projektu arch. inż. Stanisława Dzióba. 4 października 1998 roku abp Józef Michalik wmurował kamień węgielny. 19 sierpnia 2001 roku odbyło się poświęcenie, którego dokonał abp Józef Michalik.
Na terenie parafii jest 1 260 wiernych (w tym: Gorzyce – 1 150, Wola Buchowska (Ostrówek, Załuże) – 217).
Proboszczowie parafii:
1945–1950. ks. Zbigniew Chimiak (ekspozyt).
1950–1982. ks. Józef Świerczek (ekspozyt).
1982–2005. ks. Adam Pietrucha.
2005– nadal ks. Marian Jagieła.

## Karmelitanki Dzieciątka Jezus
Pod koniec XIX wieku książę Andrzej Lubomirski z Przeworska, w centrum Gorzyc zbudował młyn, a obok murowane budynki mieszkalny i gospodarczy. W 1925 roku w budynku mieszkalnym Lubomirscy wydzielili lokal na publiczną kaplicę mszalną, która istniała do czasu otwarcia kościoła parafialnego. Po 1945 roku posiadłość tę przejął Rudolf Cegielski. Po 1956 roku młyn upaństwowiono.
W 1970 roku od Cegielskich budynki te zakupili Marcin i Maria Czeszykowie, którzy przeznaczyli je jako darowiznę pod nowy dom zakonny. W czerwcu 1970 roku przybyły pierwsze siostry Karmelitanki Dzieciątka Jezus, które również zajęły się pracą w zakrystii i katechizacji. W 2000 roku utworzono „Ochronkę Matki Teresy Kierocińskiej” dla dzieci przedszkolnych. 4 września 2006 roku ochronka została przekształcona w „Przedszkole Niepubliczne Sióstr Karmelitanek Dzieciątka Jezus im. Matki Teresy Kierocińskiej”.